# Jaren Holmes
Jaren Jamir Holmes (Romulus, 24 november 1998) (voorheen: Jaren Jamir English) is een Amerikaans basketballer.

## Carrière
Holmes speelde van 2018 tot 2019 collegebasketbal voor de Ranger College Rangers. In 2019 maakte hij de overstap naar St. Bonaventure Bonnies waar hij speelde tot in 2022. In het seizoen 2022/23 speelde hij een laatste seizoen voor Iowa State Cyclones. In de NBA draft van 2023 werd hij niet gekozen en tekende hij zijn eerste profcontarct bij de Britse eersteklasser Leicester Riders. Na een seizoen bij de Riders tekende hij bij de Belgische eersteklasser Limburg United.